# 광흥창

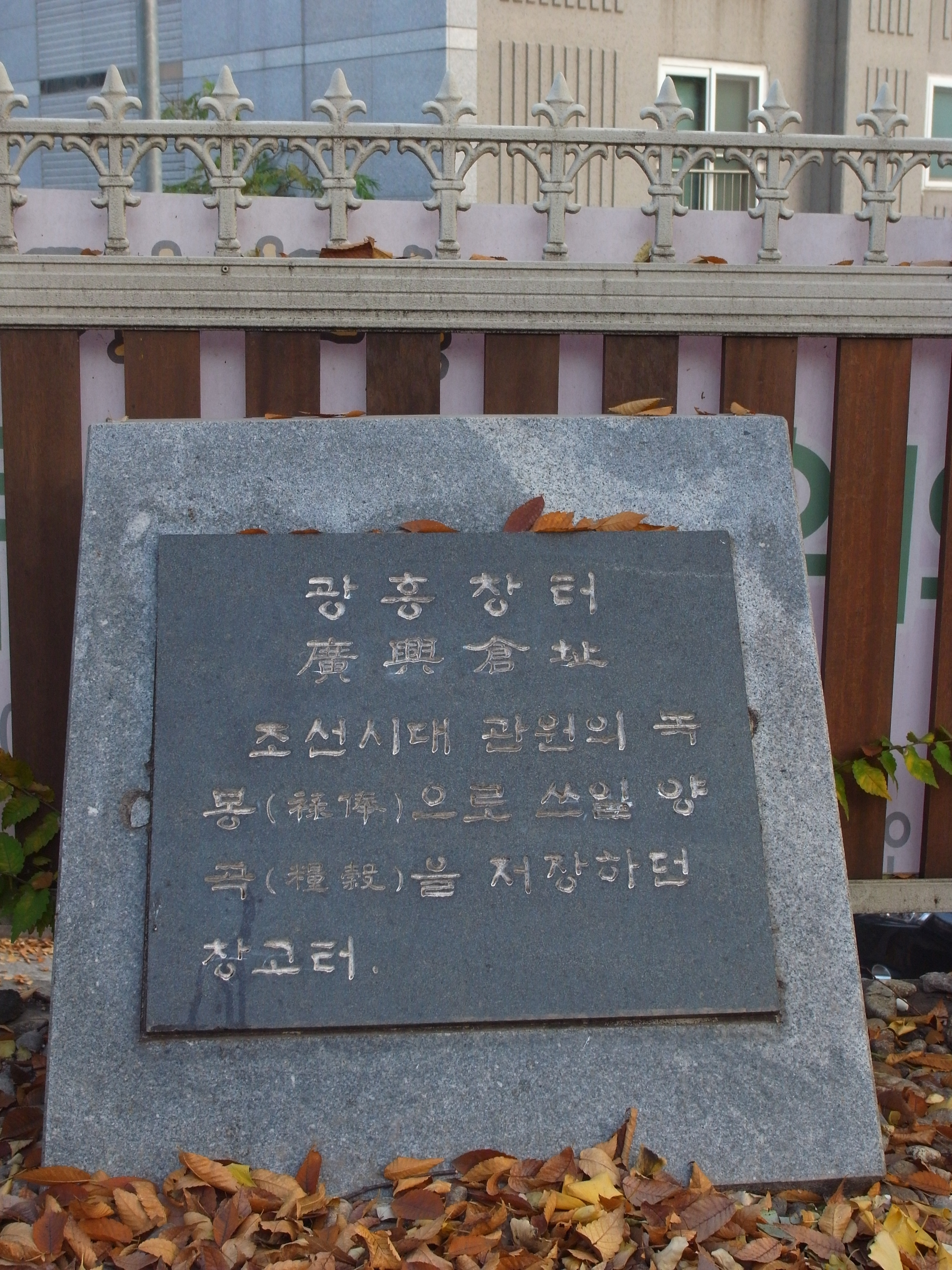
광흥창 터 비

광흥창(廣興倉)은 고려 때의 예를 그대로 이어받은 조선의 행정 기관이다. 태조 1년에 설립되었으며, 문무 백관의 녹봉의 수입, 지출을 관리하는 관청으로 호조 소속이다. 광흥창은 지금의 서울특별시 마포구 창전동에 위치했었으며, 이 부근에 지하철역이 생기면서 광흥창역이라고 명명하여 오늘날에도 예전의 광흥창 위치를 확인할 수 있다.

## 구성
| 품계  | 관직       | 정원 | 비고 |
| ----- | ---------- | ---- | ---- |
| 종5품 | 사(使)     | 1명  |      |
| 종6품 | 부사(副使) | 2명  |      |
| 종7품 | 승(丞)     | 2명  |      |
| 종7품 | 주부(注簿) | 2명  |      |

## 같이 보기
- 광흥창역

## 참고 문헌
- 《조선왕조실록》